# 관동창의록
관동창의록(關東倡義錄)은 충청남도 천안시 독립기념관에 있는 대한제국 시대의 필사본 책이다. 2018년 8월 6일 대한민국의 국가등록문화재 제722호로 지정되었다.

## 개요
1895년부터 1896년까지 강원도 강릉을 중심으로 북으로는 함경도와 남으로는 경상북도 일대에서 활동한 의병장 민용호(閔龍鎬, 1869～1922)의 의병항전 사실을 기록해 놓은 일기와 서한 등이 수록된 자료로, 필사본 2책으로 구성되어 있다. 이 책의 상권에는 1895년 8월 명성황후 시해사건 직후 경기도 여주에서 의병을 일으킨 때부터 1896년 2월까지, 하권에는 1896년 3월부터 같은 해 11월 의병 해산 후 중국 망명 초기까지의 활동 내용을 비롯하여 국가 변란을 탄식하며 국권회복을 주장하는 장편의 국한혼용 가사가 담겨 있다. 관동창의록은 강원도와 함경도 일대에서 전개한 의병항쟁사의 귀중한 원초적 사료로 평가받고 있으며, 정부에서는 민용호의 공훈을 기리기 위하여 1977년 건국훈장 독립장을 추서하였다.

## 참고 자료
- 관동창의록 - 국가유산청 국가유산포털